# Посёлок Верхнеклязьминского лесничества
Посёлок Верхнеклязьминского лесничества — населённый пункт сельского типа в Московской области России. Входит в городской округ Солнечногорск. Население — 14 чел. (2010).

## География
Посёлок расположен на севере Московской области, в центральной части Солнечногорского района, примерно в 8 км к юго-востоку от города Солнечногорска, в 36 км к северо-западу от Московской кольцевой автодороги, восточнее Ленинградского шоссе (участок трассы М10 «Россия»).
К посёлку приписано садоводческое некоммерческое товарищество «Зелёная Роща». Ближайшие населённые пункты — деревни Пешки и Терехово.

## История
Образован при одноимённом лесничестве, созданном в 1935 году в верховье реки Клязьмы.
С 1994 до 2006 гг. посёлок входил в Солнечногорский сельский округ Солнечногорского района.
С 2005 до 2019 гг. посёлок включался в Пешковское сельское поселение Солнечногорского муниципального района.
С 2019 года посёлок входит в городской округ Солнечногорск.
14 июня 2018 года в посёлке открылся крупный верёвочный парк "Пешки Парк".

## Население
| 1998 | 2002 | 2010 |
| ---- | ---- | ---- |
| 17   | ↘16  | ↘14  |